# Нова Црня (община)

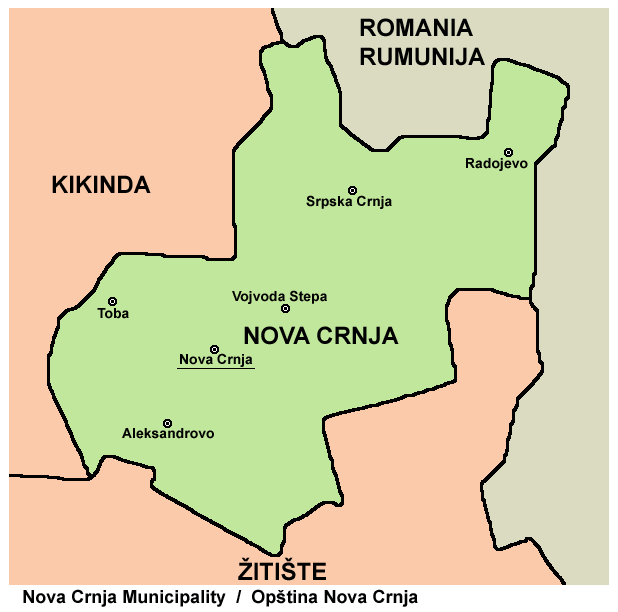

Общи́на Но́ва Црня (серб. Општина Нова Црња) — община в Сербії, в складі Середньо-Банатського округу автономного краю Воєводина. Адміністративний центр — село Нова Црня.

## Населення
Згідно з даними перепису 2002 року в общині проживало 12 705 осіб, з них:
- серби — 70,3%
- угорці — 18,6%
- цигани — 6,8%

## Населені пункти
Община утворена з 6 населених пунктів (сіл):
| № | Населений пункт | Площа, км² | Населення, осіб (2002, перепис) |
| - | --------------- | ---------- | ------------------------------- |
| 1 | Александрово    | 52,0       | 2 665                           |
| 2 | Войвода-Степа   | 46,9       | 1 720                           |
| 3 | Нова Црня       | 33,7       | 1 861                           |
| 4 | Радоєво         | 42,8       | 1 385                           |
| 5 | Српська Црня    | 68,8       | 4 383                           |
| 6 | Тоба            | 24,9       | 691                             |